# بری گریفیتس (بازیکن فوتبال زاده ۱۹۴۰)
بری گریفیتس (انگلیسی: Barry Griffiths؛ زادهٔ ۲۱ نوامبر ۱۹۴۰) بازیکن فوتبال اهل بریتانیا است.
از باشگاه‌هایی که در آن بازی کرده‌است می‌توان به باشگاه فوتبال آلترینچام اشاره کرد.